# سيكوفتسي
سيكوفتسي (بالبلغارية: Сейковци)‏ قرية تقع إدارياً ضمن مقاطعة غابروفو في بلغاريا. ويبلغ عدد سكانها 7 نسمة حسب تعداد 15 مارس 2015. تعتمد سيكوفتسي للبريد على الرمز البريدي 5344.